# Pristimantis uranobates
Pristimantis uranobates é uma espécie de anfíbio  da família Craugastoridae.
É endémica da Colômbia.
Os seus habitats naturais são: regiões subtropicais ou tropicais húmidas de alta altitude, campos de altitude subtropicais ou tropicais, rios, terras aráveis, pastagens, plantações , jardins rurais e terras irrigadas.